# Tyrophagus neiswanderi
Tyrophagus neiswanderi är en spindeldjursart som beskrevs av Johnston och Brice 1965. Tyrophagus neiswanderi ingår i släktet Tyrophagus och familjen Acaridae. Inga underarter finns listade i Catalogue of Life.